# Julius Rühlmann
Adolf Julius Rühlmann (* 28. Februar 1816 in Dresden; † 28. Oktober 1877 ebenda) war ein deutscher Musiker (Posaunist).

## Leben und Wirken
Er war der Sohn des Schuhmachermeisters Christian Friedrich Rühlmann und dessen Ehefrau Marie Christiane Rühlmann geborene Baldauf. 
Bei Stadtmusikus Zillmann und Kreuzkantor Julius Otto erhielt er in seiner Heimatstadt seine musikalische Ausbildung im Posaunespiel. 1837 wurde er Mitglied des Musikkorps der Dresdner Kommunalgarde und von 1841 bis zu seinem Tod 1877 Mitglied der Königlich Sächsischen musikalischen Kapelle in Dresden. Er gehörte zum Vorstand des Witwen- und Waisenfonds der Kapelle und war Gründungsmitglied und zeitweise Vorsitzender des Dresdner Tonkünstler-Vereins. 1873 wurde er außerdem stellvertretender Instrumenteninspektor der Kapelle.
Seit 1856 war Rühlmann auch Lehrer am Konservatorium für Klavier, Musiklehre und Musikgeschichte. Er war Autor von musikhistorischen und musikwissenschaftlichen Beiträgen beispielsweise über Instrumentenfragen (Streich- und Blasinstrumente, Klavier) und über Vivaldi.
Er war mit Caroline geborene Karkutt verheiratet.

## Werke
- Die Geschichte der Bogeninstrumente, eine Monographie von Julius Rühlmann. Nach dem Tode des Verfassers hrsg. von dessen Sohn Richard Rühlmann. 1882.